# Alejandro Velasco Astete
Alejandro Velasco Astete (Cusco, 23 de septiembre de 1897 - Puno, 28 de septiembre de 1925) fue el primer piloto peruano en volar sobre los Andes desde Lima hasta el Cusco. 
Nacido en la ciudad del Cusco, hijo de Alejandro del Castillo y Dominga Astete Serrano. Cursó sus estudios en el Colegio de Ciencias. Luego inicio sus estudios superiores para ser ingeniero, primero en la universidad San Antonio Abad del Cusco y luego en la entonces Escuela de Ingenieros, actual Universidad Nacional de Ingeniería en Lima. Recibió su instrucción como piloto en el Centro de Aviación Militar de Maranga, en Lima, obteniendo su brevete el 12 de noviembre de 1922 y recibiendo el grado de Subteniente de Reserva.
Fue nombrado Piloto Instructor pasando a servir a la Escuela Central de Aviación "Jorge Chávez" en Las Palmas. El 29 de agosto de 1925, Velasco Astete despegó del aeródromo de Las Palmas iniciando su raid Lima-Cuzco. Realizó la hazaña en un avión biplano de caza Ansaldo S.V.A. con motor S.P.A. de 220 HP, bautizado con el nombre de "Cuzco" y modificado con la adición de tanques adicionales de gasolina, tenía que superar una altura de 16,000 mil pies y cubrir distancias sobre los 1,000 km. Por mal tiempo tuvo que aterrizar en la ciudad de Pisco. El día 31 del mismo mes, el avión Cuzco continuó el vuelo, llegando  a su destino después de 6 horas y 20 minutos de vuelo, aterrizando en el campo "La Pólvora". En esta ciudad le rindieron homenajes por su llegada y Velasco pronunció palabras de agradecimiento en quechua.
Invitado a visitar Puno, Velasco salió de Cusco el 28 de septiembre de 1925, a las 8 y 17 minutos de la mañana y dirigió su máquina rumbo al sur. Arribó a Puno a las 10.20, sobrevolando la ciudad por 10 minutos y al dirigirse a aterrizar encontró el improvisado campo de aterrizaje de "La Chacarilla" colmado de gente que venía a recibir al aviador. En el segundo intento el piloto tuvo que levantar nuevamente la máquina con tan mala fortuna que una de las alas chocó con un muro de tierra, estrellándose contra una pared de casi un metro de espesor. Este accidente provocó la muerte instantánea del aviador. Sus restos fueron trasladados de vuelta al Cusco y enterrados en el Cementerio General de La Almudena en la ciudad de Cusco.
El aeropuerto de Cusco, su ciudad natal, lleva su nombre al igual que las avenidas "Velasco Astete" en Cusco y Lima. En dicho aeropuerto se encuentra exhibido su uniforme de piloto y, en 1975, se inauguró un obelisco frente al mismo a donde fueron trasladados sus restos mortales.